# Músculo oblicuo inferior
El músculo oblicuo inferior del ojo, también llamado oblicuo menor, forma parte de la musculatura extrínseca del ojo, en unión del recto superior, recto inferior, recto interno, recto externo y oblicuo superior.
A diferencia de los otros cinco que se insertan en el anillo de Zinn en el fondo de la órbita, el oblicuo menor lo hace en la parte anterior e interna de la órbita, por detrás del saco lagrimal. Desde ese punto se dirige hacia la parte posterior del ojo, insertándose en la esclerótica en la porción postero externa del globo ocular.
Si el ojo se encuentra en posición primaria de mirada (derecho al frente), su contracción resulta en extorsión, abducción y elevación del globo ocular, siendo esta la acción del músculo. Su exploración clínica se realiza buscando su campo de acción, es decir aquel movimiento donde es el motor primario del ojo, correspondiendo a la elevación del ojo en aducción, en tal posición la elevación es llevada a cabo casi exclusivamente por el oblicuo inferior con escasa participación del recto superior. Está inervado por el nervio motor ocular común (III par craneal).